# Lubella (przedsiębiorstwo)
Lubella – polski producent makaronów, płatków śniadaniowych, zbożowych przekąsek (paluszki), mąk i kasz z siedzibą w Lublinie.

## Historia
Historia Lubelli sięga końca XIX wieku, gdy w Lublinie powstał pierwszy młyn – młyn Krauzego – który do dziś wchodzi w skład majątku przedsiębiorstwa. Po II wojnie światowej przedsiębiorstwo funkcjonowało jako Państwowe Zakłady Zbożowe. Wówczas przeszło ono gruntowną reorganizację i unowocześniło produkcję. Od 2003 roku Lubella należy do Grupy Maspex z Wadowic.
Produkcja w spółce prowadzona jest w oparciu o międzynarodowy standard bezpieczeństwa żywności uznany przez Global Safety Initiative.

## Portfolio marki[2]
1. Makarony
- makarony klasyczne
- makarony jajeczne
- makarony pełnoziarniste

2. Danie na ciepło
3. Płatki śniadaniowe
- dziecięce
- dorosłe

4. Mąki i kasze
5. Przekąski zbożowe 
- Paluszki standard
- Paluszki natures

## Zaangażowanie społeczne
W 2020 roku w ramach akcji #LubellaŁączy marka przekazała 200 tysięcy produktów dla dzieci z placówek opiekuńczo-wychowawczych. Lubella wsparła placówki przekazując swoje makarony, płatki, mąkę i paluszki.
W tym samym roku Lubella włączyła się w ogólnopolską akcje muzyczną #Hot16challenge2 i nagrała swoją zwrotkę muzyczną, zachęcając tym samym do wpłacania datków na walkę z koronawirusem. Marka zaprosiła do inicjatywy inną lubelską firmę, browar Perła.

## Inwestycje
W 2018 roku Lubella uruchamiała nowoczesny kompleks produkcyjny i centrum logistyczne o wartości 130 mln zł. Inwestycja obejmowała: budowę hali produkcyjno-magazynowej wraz z infrastrukturą techniczną i instalacją nowoczesnej linii produkcyjnej oraz budowę zautomatyzowanego magazynu wysokiego składowania.

## Nagrody
Zarówno firma Lubella, jak i jej produkty, otrzymały wiele prestiżowych wyróżnień i nagród, do których należą między innymi: Godło Promocyjne Teraz Polska, Hit Handlu, Perła Rynku FMCG, Konsumencki Znak Jakości, nagroda Orły Wprost 2019, Przebój FMCG w kategorii „Makarony”.
W 2021 roku w raporcie Superbrands 2021 marka Lubella zajęła 11 miejsce. Natomiast w konkursie „Złote Paragony 2021” w kategorii „Makarony” laureatem został Lubella makaron Classic. Z kolei w kategorii „Produkty śniadaniowe i zbożowe”, nagrodzono płatki dla dzieci Lubella Choco Muszelki. W tym samym roku marka stanęła na podium w kategorii makarony w plebiscycie "Hit Handlu".

## Akademia Lubella
Projekt organizowany od 2017 roku. Akademia Lubella to ogólnopolski program edukacyjny skierowany do klas VI-VIII szkół podstawowych. Celem programu jest edukacja młodzieży na temat potrzeby różnicowania produktów w codziennej diecie oraz uświadomienie uczniom, jak ważną rolę odgrywają one w odżywianiu. Akademia Lubella uczy nie tylko komponowania zróżnicowanych, wartościowych posiłków, ale również prawidłowych zachowań związanych z niemarnowaniem jedzenia i doceniania samodzielnego przygotowywania posiłków, a także wartości  płynących ze wspólnego spożywania posiłków. Do tej pory w programie wzięło udział ponad 700 tys. uczniów szkół podstawowych.